# The Collection (Krokus-Album)
The Collection ist ein Kompilationsalbum der schweizerischen Hard-Rock-Band Krokus.

## Hintergrund
The Collection ist eine Kompilation von Krokus, die über das Label Connoisseur Collection exklusiv in Großbritannien veröffentlicht wurde. Da sie zum einen auch ausschließlich Songs aus den Jahren 1990 bis 1995, also von den Alben Stampede und To Rock or Not to Be sowie von der EP You Ain’t Seen Nothin’ Yet enthält, und zum anderen ebenfalls über eine Plattenfirma veröffentlicht wurde, die die Band nie regulär unter Vertrag hatte, weist sie bemerkenswerte Parallelen zur bereits zwei Jahre zuvor veröffentlichten Zusammenstellung Best Of auf. Unterschiede sind hingegen sowohl in der Songanzahl als auch in der Gewichtung der einbezogenen Alben und somit auch in der Songauswahl festzustellen: Während Best Of die beiden Studioalben noch nahezu in gleichem Maße einbezieht, liegt bei The Collection das Hauptaugenmerk mit insgesamt mehr enthaltenen Songs klar auf To Rock or Not to Be. Dennoch ist auch diese Kompilation negativ zu bewerten, da wiederum nur zwei Studioalben und eine EP berücksichtigt wurden, die noch dazu nicht aus der international erfolgreichen Phase von Krokus stammen. The Collection wird nicht in der Diskographie der offiziellen Webseite aufgelistet, doch immerhin einmal namentlich erwähnt.

## Titelliste
1. Stampede (4:42) (Fernando von Arb/Many Maurer/Peter Tanner) (von Stampede)
2. Rock ’n’ Roll Gypsy (4:36) (von Arb/Maurer/Tanner) (von Stampede)
3. She Drives Me Crazy (5:13) (von Arb/Maurer/Tanner/Patrick Mason) (von Stampede)
4. Rhythm of Love (5:23) (von Arb/Maurer/Tanner/Mason) (von Stampede)
5. You Ain’t Seen Nothin’ Yet (3:54) (Randy Bachman) (von You Ain’t Seen Nothin’ Yet)
6. Lion Heart (5:14) (von Arb/Jürg Naegeli/Marc Storace) (von To Rock or Not to Be)
7. To Rock or Not to Be (3:23) (von Arb/Naegeli/Storace) (von To Rock or Not to Be)
8. Natural Blonde (5:12) (von Arb/Maurer/Naegeli/Storace) (von To Rock or Not to Be)
9. Doggy Style (4:02) (von Arb/Mark Kohler/Maurer/Naegeli/Freddy Steady/Storace) (von To Rock or Not to Be)
10. Soul to Soul (4:54) (von Arb/Kohler/Maurer/Naegeli/Storace) (von To Rock or Not to Be)
11. Stop the World (5:13) (von Arb/Naegeli) (von To Rock or Not to Be)
12. You Ain’t Got the Guts to Do It (3:04) (von Arb/Kohler/Maurer/Naegeli/Storace) (von To Rock or Not to Be)
13. Wagon Gone (5:01) (Kohler/Maurer/Naegeli/Storace) (von To Rock or Not to Be)
14. Stormy Nights (5:11) (von Arb/Kohler/Maurer/Steady/Storace) (von To Rock or Not to Be)

### Coverversion
- „You Ain’t Seen Nothin’ Yet“ ist eine Bachman-Turner-Overdrive-Coverversion. Das Lied wurde ursprünglich 1974 auf dem Album Not Fragile veröffentlicht.

## Besetzung

### Stampede
Gesang: Peter Tanner
Leadgitarre: Many Maurer
Rhythmusgitarre: Tony Castell
Bass, Akustikgitarre: Fernando von Arb
Schlagzeug: Peter Haas

### You Ain’t Seen Nothin’ Yet und To Rock or Not to Be
Gesang: Marc Storace
Leadgitarre: Fernando von Arb
Rhythmusgitarre: Mark Kohler
Bass: Many Maurer
Schlagzeug: Freddy Steady